# Árbitro assistente

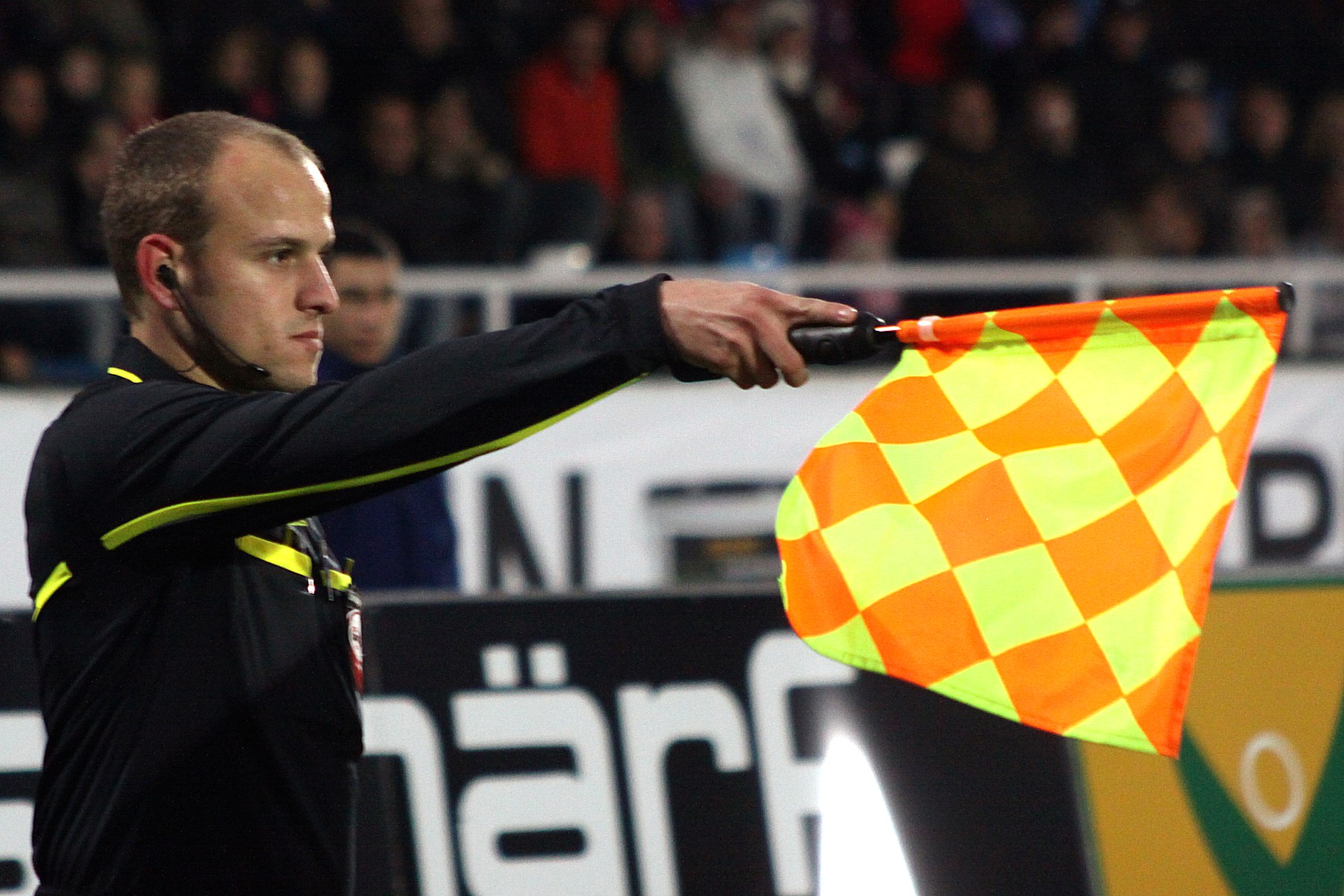
Bandeirinha austríaco Clemens Schüttengruber assinalando um impedimento.

Um árbitro assistente – conhecido coloquialmente por bandeirinha – é um árbitro auxiliar de futebol. 

## Funções
O auxiliar é encarregado de acenar com uma pequena bandeira ao observar uma infração de impedimento ou a saída da bola pelas linhas laterais e de fundos.